# Dokhtar (film)
Pour plus de détails, voir Fiche technique et Distribution.
Dokhtar (La Fille) est un film dramatique iranien réalisé par Reza Mirkarimi sorti en 2016.

## Synopsis
L'histoire dépeint l'Iran moderne, dans lequel l'appel à la liberté et à l'indépendance des femmes est plus fort que jamais. Il met également en évidence le fort contraste des comportements sociaux entre les villes développées, comme Téhéran, et les zones rurales.

## Fiche technique
- Titre : Dokhtar
- Réalisation : Reza Mirkarimi
- Scénario : Mehran Kashani
- Photographie : Hamid Khozouie Abyane
- Montage : Meysam Muini
- Costumes : Mansooreh Yazdanjoo
- Décors :
- Musique : Mohammad Reza Aligholi
- Producteur : Reza Mirkarimi et Jalil Shabani
- Production :
- Distribution : Chapeau Melon Distribution
- Pays d’origine :  Iran
- Genre : Drame
- Durée : 103 minutes
- Dates de sortie :
  -  Iran : 1er février 2016
  -  Belgique : 14 février 2017
  -  France : 21 mars 2018

## Distribution
- Farhad Aslani : Ahmad Azizi
- Merila Zarei : Farzaneh
- Mahoor Alvand : Setareh
- Shahrokh Foroutanian : le père de Pouneh
- Ghorban Nadjafi : Mohsen